# Bousbach
Ne doit pas être confondu avec Busbach ou Bisbach.
Bousbach [busbak] est une commune française de l'aire urbaine de Sarrebruck-Forbach située dans le département de la Moselle et le bassin de vie de Moselle-Est, en région Grand Est. Elle fait également partie du Steinhart

## Géographie
|          | Behren-lès-Forbach | Kerbach                  |
| Folkling | Bousbach           |                          |
|          | Tenteling          | Nousseviller-Saint-Nabor |

Avec 1142 habitants en 2009 pour 5,9 km2, ce petit village de Moselle-Est situé à une altitude d'environ 260 mètres a su garder son identité et son originalité qui permet aux habitants d'avoir un espace à la fois moderne et classique. Situé en campagne, il a su garder de nombreux champs et forêts, profitant aux plus jeunes comme aux plus âgés.

### Hydrographie

#### Réseau hydrographique
La commune est située dans le bassin versant du Rhin au sein du bassin Rhin-Meuse. Elle est drainée par le ruisseau du Bousbach.
Le ruisseau du Bousbach puis le Lixinger Bach, d'une longueur totale de 10,3 km, prend sa source dans la commune de Folkling et se jette  dans la Sarre à Grosbliederstroff, après avoir traversé six communes.

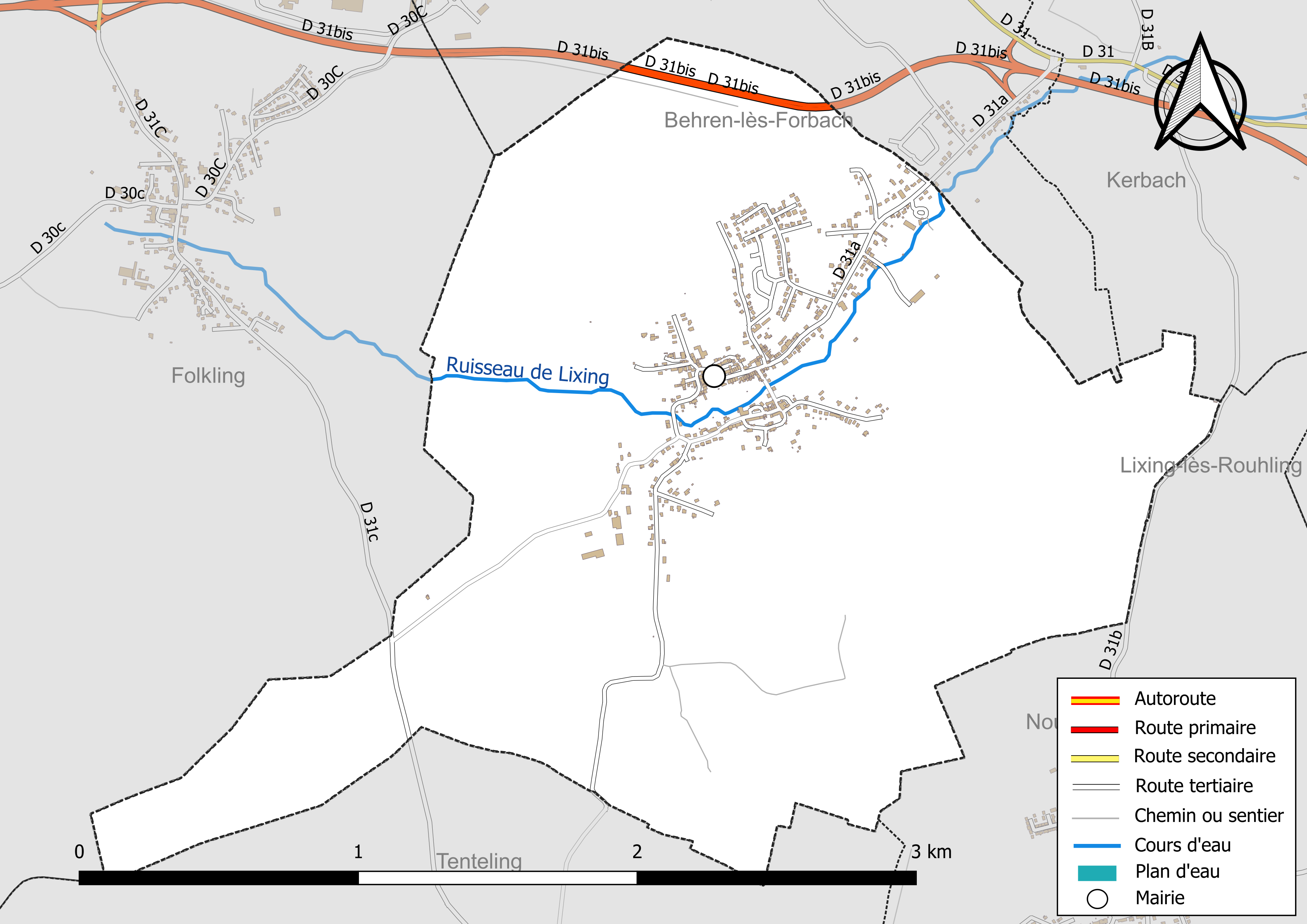
Réseaux hydrographique et routier de Bousbach.

#### Gestion et qualité des eaux
Le territoire communal est couvert par le schéma d'aménagement et de gestion des eaux (SAGE) « Bassin Houiller ». Ce document de planification, dont le territoire est approximativement délimité par un triangle formé par les villes de Creutzwald, Faulquemont et Forbach, d'une superficie de 576 km2, a été approuvé le 27 octobre 2017. La structure porteuse de l'élaboration et de la mise en œuvre est la région Grand Est. Il définit sur son territoire les objectifs généraux d’utilisation, de mise en valeur et de protection quantitative et qualitative des ressources en eau superficielle et souterraine, en respect des objectifs de qualité définis dans le SDAGE  du Bassin Rhin-Meuse.
La qualité du ruisseau du Bousbach puis du Lixinger Bach peut être consultée sur un site spécial géré par les agences de l’eau et l’Agence française pour la biodiversité. 

### Climat
Pour des articles plus généraux, voir Climat du Grand Est et Climat de la Moselle.
En 2010, le climat de la commune est de type climat de montagne, selon une étude du Centre national de la recherche scientifique s'appuyant sur une série de données couvrant la période 1971-2000. En 2020, Météo-France publie une typologie des climats de la France métropolitaine dans laquelle la commune est exposée à un climat semi-continental et est dans la région climatique  Lorraine, plateau de Langres, Morvan, caractérisée par un hiver rude (1,5 °C), des vents modérés et des brouillards fréquents en automne et hiver. 
Pour la période 1971-2000, la température annuelle moyenne est de 9,6 °C, avec une amplitude thermique annuelle de 16,7 °C. Le cumul annuel moyen de précipitations est de 928 mm, avec 12,5 jours de précipitations en janvier et 9,7 jours en juillet. Pour la période 1991-2020, la température moyenne annuelle observée sur la station météorologique de Météo-France la plus proche, « Seingbouse », sur la commune de Seingbouse à 9 km à vol d'oiseau, est de 10,5 °C et le cumul annuel moyen de précipitations est de 731,4 mm. 
La température maximale relevée sur cette station est de 37,9 °C, atteinte le 25 juillet 2019 ; la température minimale est de −17 °C, atteinte le 20 décembre 2009,,. 
Les paramètres climatiques de la commune ont été estimés pour le milieu du siècle (2041-2070) selon différents scénarios d'émission de gaz à effet de serre à partir des nouvelles projections climatiques de référence DRIAS-2020. Ils sont consultables sur un site spécial publié par Météo-France en novembre 2022.

## Urbanisme

### Typologie
Au 1er janvier 2024, Bousbach est catégorisée ceinture urbaine, selon la nouvelle grille communale de densité à sept niveaux définie par l'Insee en 2022.
Elle est située hors unité urbaine. Par ailleurs la commune fait partie de l'aire d'attraction de Forbach (partie française), dont elle est une commune de la couronne,. Cette aire, qui regroupe 10 communes, est catégorisée dans les aires de moins de 50 000 habitants,.

### Occupation des sols
L'occupation des sols de la commune, telle qu'elle ressort de la base de données européenne d’occupation biophysique des sols Corine Land Cover (CLC), est marquée par l'importance des territoires agricoles (83,6 % en 2018), en diminution par rapport à 1990 (84,6 %). La répartition détaillée en 2018 est la suivante : 
prairies (41,9 %), terres arables (25,7 %), zones agricoles hétérogènes (11,1 %), zones urbanisées (10,5 %), forêts (5,9 %), cultures permanentes (5 %). L'évolution de l’occupation des sols de la commune et de ses infrastructures peut être observée sur les différentes représentations cartographiques du territoire : la carte de Cassini (XVIIIe siècle), la carte d'état-major (1820-1866) et les cartes ou photos aériennes de l'IGN pour la période actuelle (1950 à aujourd'hui).

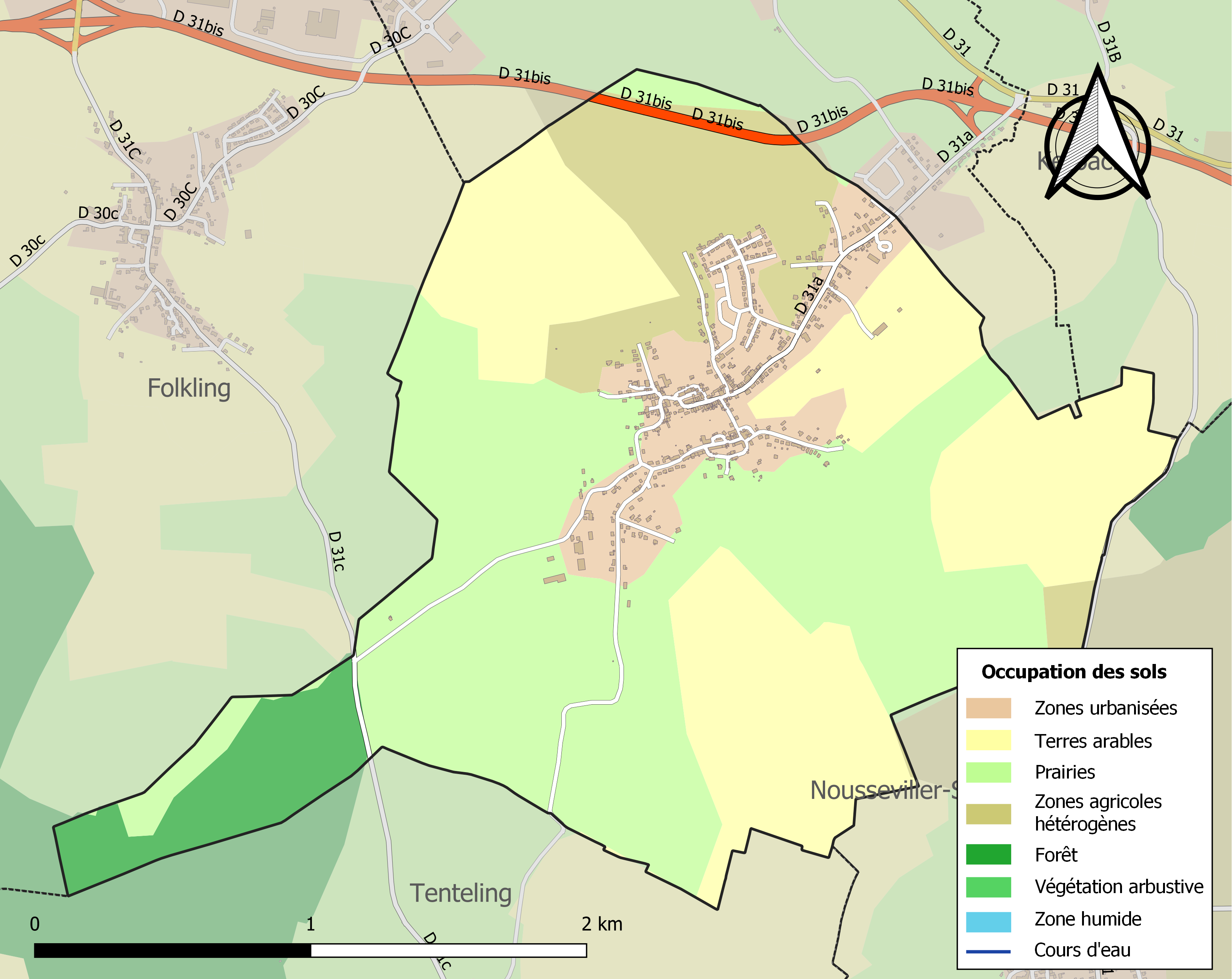
Carte des infrastructures et de l'occupation des sols de la commune en 2018 (CLC).

## Toponymie
- Bousbach s'écrivait[17],[18]: Busbach en 1296, Buspach en 1361, Buezbach en 1429, Buschbach en 1525, Bursbach en 1544, Busbach en 1570, Buschbach (XVIIIe siècle), Bousebach en 1756, Bisbach (carte de Cassini), Buschbach (1871-1918).
- Buschboch en francique lorrain.

### Sobriquets
- Anciens sobriquets désignant les habitants[19]: Die Bouschbacher Patriote (les patriotes de Bousbach), Die Moorten (les bonjours), Die Kappeskepp (les têtes de choux), Die Halecker (les autours).

## Histoire
- Dépendait de l'ancienne province de Lorraine, seigneurie de Forbach.
- Fief des comtes de Sarrebruck.
- Terre d'Empire en 1684.
- Depuis 1790, c'est une commune du canton de Forbach. Elle fait partie du canton de Behren-lès-Forbach depuis 1985. Le 1er septembre 1939, le village évacue vers Mérignac en Charente alors qu'il fut bombardé en mai 1940 lors de l'attaque des troupes allemandes. Le 6 décembre 1944 lors de la libération par les Américains où vingt maisons furent détruites[20].

### Villages disparus
L'ancien village de Beddingen (1594 : Büdingen, 1684 : Bettingen, 1733 : Ancien Betting), existait au XIIIe siècle sur les territoires de Bousbach et Kerbach, il fut détruit au XVIIe siècle. Selon les archives de Wendel, l'ancien village de Dittelingen (1577 : Dietlingen, 1594 : Ditelingen, 1618: Dittlingen, 1684 : Dieslingen, 1733 : Diethling) était également situé sur la commune et aurait été détruit au XVIIIe siècle. Il n'aurait subsisté de ce village qu'une ferme et un moulin nommés Dilling (Dillingerhoff au XVIIIe siècle).

## Politique et administration
| Période                                  | Période   | Identité            | Étiquette | Qualité                                              |
| ---------------------------------------- | --------- | ------------------- | --------- | ---------------------------------------------------- |
| Les données manquantes sont à compléter. |           |                     |           |                                                      |
| 1800                                     | 1803      | Jean-Théodore Thill |           |                                                      |
| 1803                                     | 1803      | Jean Kieffer        |           |                                                      |
| 1803                                     | 1816      | Pierre Bauer        |           |                                                      |
| 1816                                     | 1828      | Jean Kieffer        |           |                                                      |
| 1828                                     | 1835      | Pierre Thill        |           |                                                      |
| 1835                                     | 1843      | Pierre Kieffer      |           |                                                      |
| 1843                                     | 1869      | Nicolas Kieffer     |           |                                                      |
| 1869                                     | 1872      | Pierre Kieffer      |           |                                                      |
| 1872                                     | 1877      | Nicolas Jung        |           |                                                      |
| 1877                                     | 1881      | Jean-Nicolas Egloff |           |                                                      |
| 1881                                     | 1895      | Nicolas Kieffer     |           |                                                      |
| 1895                                     | 1908      | Pierre Greff        |           |                                                      |
| 1908                                     | 1919      | Nicolas-Louis Klam  |           |                                                      |
| 1919                                     | 1921      | Louis Jung          |           |                                                      |
| 1921                                     | 1945      | Alphonse Kieffer    |           |                                                      |
| 1945                                     | 1945      | Joseph Greff        |           |                                                      |
| 1945                                     | 1950      | Victor Lame         |           |                                                      |
| 1950                                     | 1965      | Joseph Thill        |           |                                                      |
| 1965                                     | 1983      | Auguste Vernet      |           |                                                      |
| 1984                                     | mars 2001 | Jean-Louis Fritz    |           |                                                      |
| mars 2001                                | En cours  | Constant Kieffer    | UMP-LR    | Cadre supérieur en retraite Conseiller départemental |

## Démographie
L'évolution du nombre d'habitants est connue à travers les recensements de la population effectués dans la commune depuis 1793. Pour les communes de moins de 10 000 habitants, une enquête de recensement portant sur toute la population est réalisée tous les cinq ans, les populations de référence des années intermédiaires étant quant à elles estimées par interpolation ou extrapolation. Pour la commune, le premier recensement exhaustif entrant dans le cadre du nouveau dispositif a été réalisé en 2006.

En 2022, la commune comptait 1 188 habitants, en évolution de −2,38 % par rapport à 2016 (Moselle : +0,52 %, France hors Mayotte : +2,11 %).
| 1793 | 1800 | 1806 | 1821 | 1836 | 1841 | 1861 | 1866 | 1871 |
| ---- | ---- | ---- | ---- | ---- | ---- | ---- | ---- | ---- |
| 390  | 492  | 519  | 519  | 604  | 605  | 641  | 675  | 622  |

| 1875 | 1880 | 1885 | 1890 | 1895 | 1900 | 1905 | 1910 | 1921 |
| ---- | ---- | ---- | ---- | ---- | ---- | ---- | ---- | ---- |
| 592  | 546  | 542  | 495  | 521  | 528  | 489  | 502  | 494  |

| 1926 | 1931 | 1936 | 1946 | 1954 | 1962 | 1968 | 1975 | 1982 |
| ---- | ---- | ---- | ---- | ---- | ---- | ---- | ---- | ---- |
| 504  | 507  | 507  | 509  | 513  | 640  | 649  | 725  | 843  |

| 1990 | 1999 | 2006  | 2011  | 2016  | 2021  | 2022  | - | - |
| ---- | ---- | ----- | ----- | ----- | ----- | ----- | - | - |
| 913  | 950  | 1 104 | 1 121 | 1 217 | 1 208 | 1 188 | - | - |

## Culture locale et patrimoine

### Lieux et monuments
- Traces d'une villa romaine.

### Édifice religieux
- Église Notre-Dame-de-l'Assomption XVIIIe siècle : chœur refait en 1842, clocher et parvis en 2018

## Personnalités liées à la commune

### Héraldique
| Blason de Bousbach | Blason  | D'argent au lion de sable, armé et lampassé de gueules, à la fasce ondée d'azur brochant sur le tout. |
| Blason de Bousbach | Détails | Le statut officiel du blason reste à déterminer.                                                      |

## Pour approfondir